# Oodnadatta
Oodnadatta – miejscowość w stanie Australia Południowa, około 1010 km na północ od Adelaide.
Nazwa miasta pochodzi od aborygeńskiego wyrażenia "kwiat akacji".  W 2006 miasto zamieszkiwało 277 mieszkańców.

## Linii zewnętrzne
- Tracking history to Oodnadatta(nep.)